# Wirus opryszczki pospolitej
Wirusy opryszczki pospolitej, HSV (herpes simplex virus, HHV-1 i HHV-2, human herpesvirus - ludzki herpeswirus) - otoczkowe DNA-wirusy, należące do rodziny herpeswirusów. 

## Podstawowe właściwości
Otoczka wirusów opryszczki pospolitej jest bardzo obszerna - kompletny wirion ma średnicę 120 - 200 nm, podczas gdy nagi kapsyd wykazuje średnicę ok. 100 nm. Nukleokapsyd ma symetrię ikosaedralną, kwas nukleinowy to dwuniciowy DNA. Genom tych wirusów koduje ok. 100 polipeptydów, przy czym wiele z nich jest bardzo podobnych u obydwu gatunków, co utrudnia ich rozróżnienie w badaniach laboratoryjnych.

## Gatunki
Wyróżnia się dwa gatunki wirusów opryszczki pospolitej:
- HHV-1 (dawniej HSV-1, herpes labialis - opryszczka wargowa)
- HHV-2 (dawniej HSV-2, herpes genitalis - opryszczka narządów płciowych).

Nazwy te odzwierciedlają tylko najczęstsze miejsca zakażenia. Zdarza się, że HSV-2 jest przyczyną opryszczki wargowej i vice versa, mimo dość dużego tropizmu poszczególnych typów do różnych tkanek.

## Epidemiologia i chorobotwórczość

Wykwity opryszczkowe na wardze górnej.

Naturalnym gospodarzem HSV jest człowiek, ale in vitro mogą się one namnażać również w komórkach innych zwierząt. Źródło zakażenia stanowią wyłącznie ludzie, zarówno z opryszczowymi wykwitami, jak i w stanie bezobjawowego zakażenia. Może się rozprzestrzeniać poprzez kontakt bezpośredni, może też przechodzić z matki na płód lub na noworodka (zakażenie okołoporodowe). Największe znaczenie ma pierwsza droga szerzenia: w większości przypadków do zakażenia dochodzi w okresie do 2 lat od chwili narodzin lub w czasie porodu. Wirus opryszczki może przetrwać w komórkach nerwowych zakażonego organizmu (tzw. latencja wirusów). Aktywacja wirusa może nastąpić pod wpływem czynników zewnętrznych (stres, przeziębienie, miesiączka, osłabienie organizmu itd.), rzadziej spontanicznie.
Wirus jest przyczyną głównie zmian zapalnych na granicy skóry i błony śluzowej (okolice warg i narządy płciowe), a także rzadziej zapalenia spojówki i rogówki, skóry lub opryszczkowego zapalenia mózgu. Wirusy opryszczki pospolitej mają też prawdopodobnie związek z rakiem szyjki macicy, ale nie stanowi on bezpośredniego, samodzielnego czynnika etiologicznego (chodzi tutaj głównie o HHV-2). Infekcja wirusem HSV-1 stanowi silny czynnik ryzyka w rozwoju choroby Alzheimera. W leczeniu cięższych zakażeń wirusem opryszczki stosuje się acyklowir.

## Identyfikacja laboratoryjna
Jak już wspomniano, HHV-1 i HHV-2 są trudne do rozróżnienia, choć nie jest to niemożliwe. Okazuje się jednak, że ma to głównie znaczenie w badaniach epidemiologicznych, gdyż leczenie chorób wywołanych przez obydwa gatunki jest takie samo, a objawy kliniczne choroby są z reguły bardzo charakterystyczne i łatwe do rozpoznania.
W laboratorium HHV-1 i HHV-2 mogą być zidentyfikowane na drodze odczynów serologicznych, np. odczynu wiązania dopełniacza, stosuje się także swoiste metody z użyciem przeciwciał monoklonalnych, np. test ELISA i metody immunofluorescencyjne. W hodowlach komórkowych wirusy opryszczki doprowadzają do powstania olbrzymich komórek, przy czym niektóre z nich są wielojądrowe. Te metody, podobnie jak próba odszukania komórek olbrzymich w zeskrobinach z miejsca objętego chorobą, są obecnie bardzo rzadko stosowane.